# 10의 24제곱
1024 또는 1자는 1020(1해)의 만 배이자 1028(1양)의 만 분의 1인 자연수이다.

## SI 접두어
1024(1자)에 대응하는 SI 접두어는 요타(yotta, Y)이다. 1027(천자)에 대응하는 SI 접두어는 론나(ronna, R)이다.

## 이름
- 한국어: 일자. (더 작은 수들의 이름에 비하면 널리 알려져 있지 않다.)
  - 옛 중수: 일경
  - 옛 상수: 만조
- 단척도 (영어): 원 셉틸리언(영어: one septillion)
- 장척도 (영어): 원 쿼드릴리언(영어: one quadrillion)

## 1024이상 1028미만의 주요 자연수

### 1024이상 1025미만
- 1,080,385,206,249,964,297,121,989: 115번째 뤼카 수.
- 1,264,937,032,042,997,393,488,322: 117번째 피보나치 수.
- 1,748,099,984,655,007,556,773,207: 116번째 뤼카 수.
- 2,046,711,111,473,984,623,691,759: 118번째 피보나치 수.
- 2,551,082,656,125,828,464,640,000: 40 이하의 모든 짝수 자연수의 곱.
- 2,828,485,190,904,971,853,895,196: 117번째 뤼카 수.
- 3,311,648,143,516,982,017,180,081: 119번째 피보나치 수.
- 4,576,585,175,559,979,410,668,403: 118번째 뤼카 수.
- 5,358,359,254,990,966,640,871,840: 120번째 피보나치 수.
- 7,405,070,366,464,951,264,563,599: 119번째 뤼카 수.
- 8,670,007,398,507,948,658,051,921: 121번째 피보나치 수.

### 1025이상 1026미만
- 10,293,358,946,226,376,485,095,653: 31번째 벨 수.
- 11,981,655,542,024,930,675,232,002: 120번째 뤼카 수.
- 14,028,366,653,498,915,298,923,761: 122번째 피보나치 수.
- 19,386,725,908,489,881,939,795,601: 121번째 뤼카 수.
- 22,698,374,052,006,863,956,975,682: 123번째 피보나치 수.
- 31,368,381,450,514,812,615,027,603: 122번째 뤼카 수.
- 36,726,740,705,505,779,255,899,443: 124번째 피보나치 수.
- 50,755,107,359,004,694,554,823,204: 123번째 뤼카 수.
- 59,425,114,757,512,643,212,875,125: 125번째 피보나치 수.
- 82,123,488,809,519,507,169,850,807: 124번째 뤼카 수.
- 96,151,855,463,018,422,468,774,568: 126번째 피보나치 수.

### 1026이상 1027미만
- 107,145,471,557,284,795,514,880,000: 42 이하의 모든 짝수 자연수의 곱.
- 128,064,670,049,908,713,818,925,644: 32번째 벨 수.
- 132,878,596,168,524,201,724,674,011: 125번째 뤼카 수.
- 155,576,970,220,531,065,681,649,693: 127번째 피보나치 수.
- 215,002,084,978,043,708,894,524,818: 126번째 뤼카 수.
- 251,728,825,683,549,488,150,424,261: 128번째 피보나치 수.
- 347,880,681,146,567,910,619,198,829: 127번째 뤼카 수.
- 407,305,795,904,080,553,832,073,954: 129번째 피보나치 수.
- 562,882,766,124,611,619,513,723,647: 128번째 뤼카 수.
- 618,970,019,642,690,137,449,562,110 = {\displaystyle 2^{89}-1}
- 618,970,019,642,690,137,449,562,111: 10번째 메르센 소수.[1]
- 659,034,621,587,630,041,982,498,215: 130번째 피보나치 수.
- 910,763,447,271,179,530,132,922,476: 129번째 뤼카 수.

### 1027이상 1028미만
- 1,066,340,417,491,710,595,814,572,169: 131번째 피보나치 수.
- 1,473,646,213,395,791,149,646,646,123: 130번째 뤼카 수.
- 1,629,595,892,846,007,606,764,728,147: 33번째 벨 수.
- 1,725,375,039,079,340,637,797,070,384: 132번째 피보나치 수.
- 2,384,409,660,666,970,679,779,568,599: 131번째 뤼카 수.
- 2,791,715,456,571,051,233,611,642,553: 133번째 피보나치 수.
- 3,858,055,874,062,761,829,426,214,722: 132번째 뤼카 수.
- 4,517,090,495,650,391,871,408,712,937: 134번째 피보나치 수.
- 4,714,400,748,520,531,002,654,720,000: 44 이하의 모든 짝수 자연수의 곱.
- 6,242,465,534,729,732,509,205,783,321: 133번째 뤼카 수.
- 7,308,805,952,221,443,105,020,355,490: 135번째 피보나치 수.
- 9,468,017,265,749,942,384,739,441,267: 64번째 모츠킨 수.

## 참고 문헌
1. ↑  “A000668”. 《온라인 정수열 사전》 (영어).